# Jordi Goset Rubio
Jordi Goset Rubio   (Barcelona, 6 de maig de 1933 - Barcelona, 30 de juny de 2018), també conegut amb el nom artístic de Gosset fou un autor de còmic que va treballar per l'Editorial Bruguera. Entre els seus personatges més famosos hi ha, Hug, el Troglodita, Facundo da la Vuelta al Mundo o Domingón. Algunes obres les va signar com a Gosse.

## Biografia
Jordi Goset, va ser un autor autodidacte de formació, va començar a treballar per l'editorial Bruguera l'any 1957, fent acudits d'humor gràfic i il·lustracions per la revista Can Can. L'entrada es va produir quant l'any 1957 els dibuixants, Cifré, Josep Escobar, Eugeni Giner i José Peñarroya, trenquen la seva relació amb l'Editorial Bruguera i creen la seva pròpia editorial, al mateix temps que editen la revista Tio Vivo. Això va fer que Bruguera, hagués de buscar nous dibuixants, és així com Jordi Goset, fa petites il·lustracions per la revista Can Can.
Gosset fou un dels més destacats humoristes de la segona generació de l'anomenada Escola Bruguera.
A El Campeón de las Historietas, hi crea alguns personatges propis com, Carlitos o Leoncio. Per la Revista DDT (1964) hi va crear Facundo da la vuelta al mundo. Es va consolida professionalment amb personatges propis, el més conegut, Hug, el Troglodita (1966).
A l'Editorial Bruguera hi va treballar gran part de la seva carrera professional, a part dels personatges fixes també va ser el guionista i dibuixant d'acudits i tires que publicava l'editorial en alguna de les seves capçaleres. Va ser amb Creaciones Editoriales, l'agència d'Editorial Bruguera, que va vendre aquests acudits i tires, al mercat exterior.

## Obra i Personatges
- En la Fracción de un segundo cambia la opinión del mundo.(Can Can,1958)
- Burbujas en 3-D. (Can Can,1959)
- Lironcio.(El Campeón de las Historietas,1961)
- Carlitos.(El Campeón de las Historietas,1961)
- Manito (DDT, 1964)
- Facundo da la Vuelta al Mundo. (Tio Vivo, 1964)
- Hug, el Troglodita. (Tio Vivo 1966)
- Domingón. (DDT, 1967)
- Carpeto Vetónico. (Tio Vivo, 1976)
- Don Filón. (Pulgarcito, 1976)
- Roquita. (Zipi y Zape, 1979)
- Los Trogloditas, (Pulgarcito, 1980)
- Burrus and Sapiens, (Garibolo, 1986)
- Hug, el troglodita. Clásicos del humor, Números 31, R.B.A., Barcelona. (2009)
- Pitagorín y otros personajes inocentones. Clásicos del humor, Número 37, junt amb altres autors. R.B.A., Barcelona.(2009)